# Harley Owners Group
De Harley Owners Group (H.O.G.) is een in 1983 door Willy G. Davidson opgerichte wereldwijde motorclub van eigenaren van Harley-Davidson-motorfietsen. De club (ca. 1 miljoen leden wereldwijd, 100.000 in Europa en ruim 8.000 in de Benelux) stelt Harley-Davidson in staat rechtstreeks contact met hun klanten te onderhouden. De club is onderverdeeld in verschillende regionale chapters verbonden aan de officiële Harley-Davidson dealers, hiervan bestaan er ongeveer 1.400 wereldwijd. 
Voor Harley-Davidson is "Hog" (varken) min of meer een koosnaam: Men noemt het eigen product Hog en de fabriek "Hog Heaven".
De koper van een nieuwe Harley-Davidson motorfiets ontvangt bij aankoop een gratis lidmaatschap voor een jaar bij de H.O.G. motorclub en kan hierdoor gebruikmaken van vele voordelen die speciaal afgestemd zijn op de Harley-Davidson rijder.